# (18376) Quirk
Pour les articles homonymes, voir Quirk.
(18376) Quirk est un astéroïde de la ceinture principale.

## Description
(18376) Quirk est un astéroïde de la ceinture principale. Il fut découvert le 30 septembre 1991 à Siding Spring par Robert H. McNaught. Il présente une orbite caractérisée par un demi-grand axe de 2,73 UA, une excentricité de 0,23 et une inclinaison de 10,5° par rapport à l'écliptique.

## Compléments